# Перверзия
Перверзията е концепция, описваща тези типове човешко поведение, които се възприемат за сериозно отклонение от това, което се смята са ортодоксално или нормално поведение. Макар че се свързва с различни форми на девиация, тя е по-често използвана за описване на сексуално поведение, което се смята за абнормално или прекалено. Перверзията се различава от девиантното поведение, доколкото последното се свързва с разпознато нарушение на социалните правила или норми (макар че и двата термина могат да бъдат приложени към същото нещо). Често се разглежда пренебрежително, и в психологическата литература терминът парафилия се използва вместо този противоречив термин.